# Víctor Chumillas
Víctor Chumillas Fernández (Olmeda del Rey, Cuenca, Espanha, 28 de julho de 1902 - Fuente el Fresno, Ciudad Real, Espanha, 16 de agosto de 1936)  foi um religioso franciscano espanhol, mártir e beato da Igreja Católica.

## Biografia
Estudou desde os doze anos com a Ordem Franciscana de Belmonte (Cuenca). Aos quinze anos, em 1917, entrou na ordem de Pastrana (Guadalajara) como noviço. Ele também estuda em outros lugares, como Arenas de San Pedro (Ávila). Em 1923 fez os votos franciscano e em 1925 foi ordenado sacerdote.
Depois de terminar seus estudos, começou seu trabalho docente em diversos seminários e conventos, inclusive em alguns dos quais tinha sido aluno há pouco: Arenas de San Pedro, Alcázar de San Juan (Ciudad Real), La Puebla de Montalbán (Toledo), Pastrana, Consuegra e Madrid, tornando-se desde muito jovem Guardião e Reitor do Teologado de Consuegra.
Ele atuou como editor da revista católica Seraphic Crusade entre 1931 e 1936. Entre esta revista e o chamado Hogar Antoniano escreveu até 142 artigos e 40 poemas como "publicitário" da Igreja Católica.
Ele fundou El Cometa, uma revista dedicada à divulgação de ensaios científicos, artísticos e religiosos.
Como músico compôs canções religiosas, além de ser diretor de vários corais e organista.
Escreveu poesia, algumas das quais publicadas no jornal El Castellano de Toledo. José Rubio coleciona outro exemplo de seus versos intitulado Mis recuerdos. Manteve postura crítica junto ao governo da República, com artigos que incluíam textos como os seguintes:
A lo mejor te has creído que quiero la eterna condenación de los que nos gobiernan, porque te voy poniendo esos reparillos. Al contrario: todos los días pido a Dios que les dé tiempo de arrepentirse y enmendarse, ofreciéndole mi vida por este fin y motivo. Mi mayor alegría sería derramar mi sangre por Aquel que por mí la derramó en la cruz, si así fuere servido.— Recogido por Rincón, M. (2007, p.63)
Em julho de 1936, três dias após a revolta de Franco, eles foram expulsos de seu convento em Consuegra. Em agosto, eles são detidos e encarcerados na Igreja de Santa María la Mayor, na mesma cidade. Vinte dos franciscanos foram transferidos, de caminhão, para o município de Fuente el Fresno (Ciudad Real) e, em 16 de agosto de 1936, foram fuzilados. Mais tarde, eles foram enterrados no cemitério da cidade.

## Processo de beatificação
Em 1966 teve início o processo de beatificação, mas foi interrompido até ser reativado em 1987.
Em 2005 foi decretado o ato de martírio e o fim do processo, enquanto se aguarda a data de beatificação: " Decretum super martyrio SSDD Victoris Chumillas Fernández et XXI Sociorum ". Por fim, está inscrito no catálogo dos beatos de 26 de outubro de 2007, do Papa Bento XVI, em uma carta apostólica que estabelece também que sua festa seja celebrada em 6 de novembro.

## Reconhecimento

### Cruz dos Mártires (Consuegra)
Em Consuegra, uma Cruz aos Mártires foi erguida no parque em frente à igreja de San Juan, onde estavam inscritos os nomes dos padres executados. Foi inaugurado em 5 de maio de 1942 com uma festa, da qual participaram todos os representantes dos poderes civil, religioso e militar. Esta cruz permanece no mesmo lugar, embora os símbolos diretamente relacionados com o franquismo e o FET e de las JONS tenham sido removidos: o jugo e as flechas e a cruz de San Andrés.

### Enterro em San Juan de los Reyes (Toledo)
Desde dezembro de 1982, seus restos mortais repousam na igreja franciscana do Mosteiro de San Juan de los Reyes de Toledo, Monumento Histórico-Artístico de interesse nacional desde 1926.

### Cruz no local de execução (Fuente el Fresno)

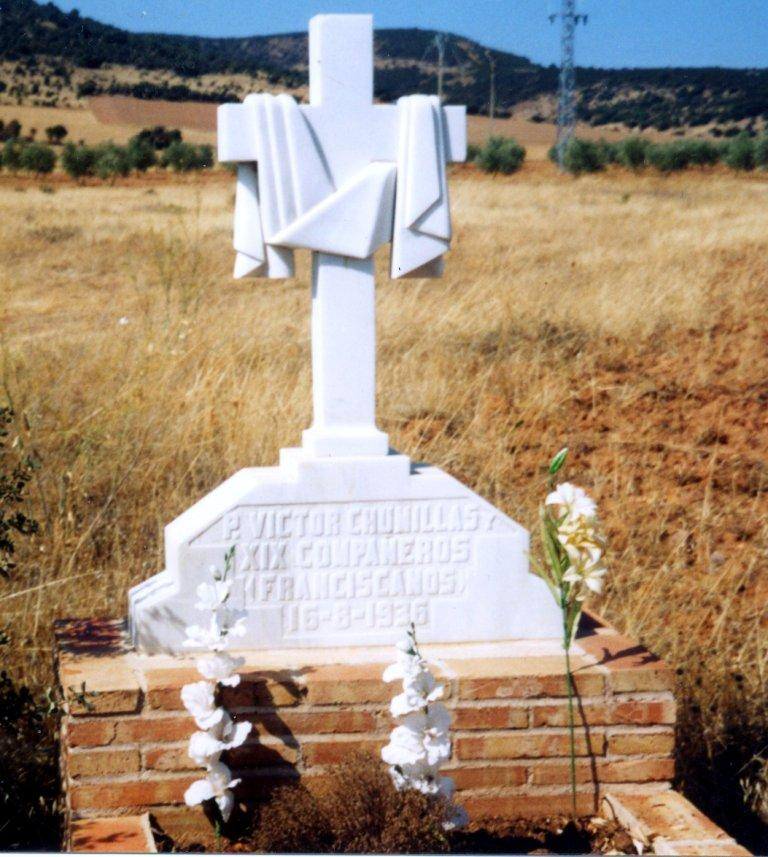
Cruz no local do tiro. Fonte de El Fresno (Ciudad Real), Espanha.

No município de Fuente el Fresno (Ciudad Real), no limite da estrada N-401, já na divisa com a província de Toledo, havia uma pequena cruz de mármore branco que lembrava o local onde os vinte franciscanos foram fuzilados trouxe caminhão de Consuegra (Toledo). Em 1995 foi substituída por uma cruz sobre um pedestal, com cerca de dois metros de altura, com uma inscrição onde se lê «P. VÍCTOR CHUMILLAS E XIX COMPAÑEROS FRANCISCANOS, 16-8-1936 ».

### Filho favorito de Olmeda del Rey
Em 26 de outubro de 2001, ele foi nomeado Filho Favorito de sua aldeia natal, Olmeda del Rey, a pedido dos vizinhos.

### Placa centenária de seu nascimento (Olmeda del Rey)
No local onde ficava sua casa natal, a prefeitura colocou uma placa no dia 28 de julho de 2002 para comemorar o centenário de seu nascimento.

### Beatificação pelo Papa (Cidade do Vaticano)
O Papa Bento XVI, em 28 de outubro de 2007, inscreveu-o no catálogo de beatos juntamente com 497 outros que morreram na Espanha durante a década de 1930, escolhendo como nome " Mártires Católicos Espanhóis do século XX ". Ele estabeleceu que "sua festa pode ser realizada anualmente em 6 de novembro".

### Pintura e retábulo em San Juan de los Reyes (Toledo)
Desde 12 de abril de 2008, o Retábulo do Beato Víctor Chumillas e 21 Companheiros, obra dos Irmãos García García-Muro, que emoldura a pintura de Arsenio Muñoz, na igreja onde eles estão enterrados. A inauguração do mesmo esteve a cargo da alta hierarquia católica com o arcebispo de Toledo Antonio Cañizares à frente.